# 佩特里馬尼
48°46′14″N 27°27′58″E / 48.77056°N 27.46611°E
佩特里馬尼（烏克蘭語：Петримани），是烏克蘭的村落，位於該國西南部文尼察州，由莫希利夫-波季利斯基區負責管轄，始建於1480年，面積1.99平方公里，海拔高度182米，2001年人口244，人口密度每平方公里122.49人。